# 빼꼼! 또 무슨 일이야?
빼꼼! 또 무슨 일이야?는 애니메이션 빼꼼 기반의 만화책이다. 파일럿판을 기반으로 했다.

## 등장인물
- 빼꼼
- 꽁꽁 ※ 여기서는 이름이 없는 펭귄으로 나온다.

후다닥, 이름이 없는 족제비는 등장하지 않았다. 파일럿판 이후의 꼴통과 도도 역시 등장하지 않는다.

## 목차
원작 에피소드의 파일럿판을 기반으로 한 것이다.
- 북극의 전설 얼음땡산 정복 ※ 원작의 빙벽타기 파일럿판 에피소드
- 이얍! 여행준비 끝! ※ 원작의 스카이다이빙 파일럿판(I love sky 1) 에피소드
- 잔디밭에 슬쩍 첫 발을! ※ 원작의 골프, 풍선 파일럿판 에피소드. 유일하게 두 에피소드가 병합된 목차이다.
- 우당탕탕 러닝머신 ※ 원작의 헬스클럽 파일럿판(러닝머신) 에피소드
- 후지산이 번쩍이던 날 ※ 원작의 산행 2 파일럿판(우울한 뇌우) 에피소드
- 앗! 따가워, 멕시코 선인장 ※ 원작의 익스트림 스포츠 선인장 등장 파일럿판(I love sky 2)  에피소드
- 오아시스에서 아주 특별한 소풍 ※ 원작의 오아시스 파일럿판 에피소드
- 이스터 섬의 비밀 ※ 원작의 산행 1 파일럿판(바위) 에피소드
- 처음으로 만난 친구 ※ 원작의 외계인과의 만남 2 파일럿판(만남) 에피소드
- 하늘을 날고 싶어 ※ 원작의 익스트림 스포츠 빼꼼의 행글라이더 파일럿판(행글라이딩) 에피소드
- 남는 건 사진뿐, 자금성 여행 ※ 원작의 사진찍기 파일럿판 에피소드

## 기타
원작의 파일럿판 에피소드 중 유일하게 껌, 자판기 에피소드는 포함되지 않았다.
원작 에피소드들의 설정이 바뀐다. 빙벽타기에서 스카이다이빙으로 넘어가는 에피소드는 빼꼼이 실수로 빙벽을 무너뜨리자 농장으로 소풍을 나온다는 설정으로 나왔었다.